# Koca Mustafa Reşid Pasza
Koca Mustafa Reşid Pasha, Raszid Pasza (13 marca 1800 w Stambule - 17 grudnia 1858 tamże) — polityk, wielki wezyr Imperium Osmańskiego.
Jego dyplomatyczna kariera rozpoczęła się w roku 1834, kiedy został ambasadorem we Francji. Popierał wewnętrzne reformy Mahmuda II i jego syna Abdülmecida I, zmierzające do unowocześnienia państwa. W latach 1839–1858 zostawał sześciokrotnie wielkim wezyrem i dwukrotnie ministrem spraw zagranicznych.
Koca Mustafa Reşid Pasha był także współtwórcą reform, które weszły w skład tzw. okresu tanzimatu. Zabroniono wtedy handlu niewolnikami, powołano nowe kodeksy prawa cywilnego oraz karnego.